# Spominski znak Medvedjek
Spominski znak Medvedjek je spominski znak Slovenske vojske, ki je podeljen veteranom TO RS za zasluge pri spopadu za Medvedjek med slovensko osamosvojitveno vojno.

## Opis
Znak ima obliko poznogotskega ščita in je temnozelene barve. V zgornjem delu je napis MEDVEDJEK, v srednjem delu je podoba medveda rjave barve, v spodnjem delu pa je v dveh vrsticah zapisan datum 27.–28. VI. 1991. Znak ima na hrbtni strani priponko. V letih 1992, 1994, 2004, 2010 in 2011 so znak podelili 641 posameznikom.

Material: pozlačen baker, debeline 2 mm
Velikost: 35 × 30 mm
Masa: 15 g

## Nosilci
- seznam nosilcev spominskega znaka Medvedjek